# Schiff-bázis

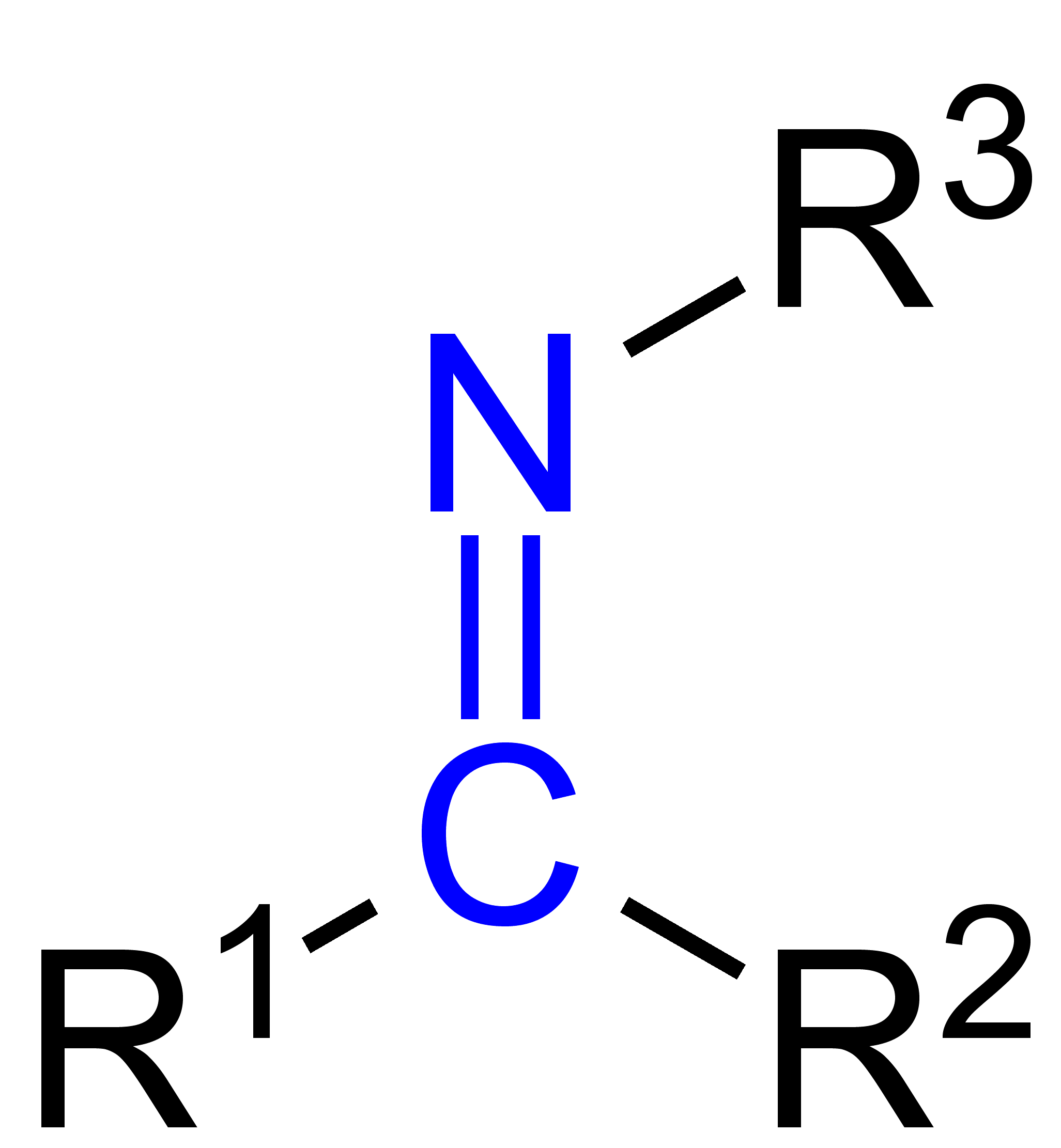
Az iminek általános szerkezete. A Schiff-bázisok olyan iminek, amelyekben R^{3} (hidrogéntől különböző) alkil- vagy arilcsoport. R^{1} és R^{2} hidrogén is lehet

Az azometin vegyületek általános szerkezete

A Schiff-bázisok (nevüket Hugo Schiff német kémikusról kapták) R2C=NR' (R' ≠ H) általános képletű vegyületek. Az iminek egyik alcsoportjának tekinthetők, nevezetesen szerkezetüktől függően szekunder ketiminek vagy szekunder aldiminek. Gyakran az azometin kifejezés szinonimájaként használják, ez specifikusan a szekunder aldimineket (R–CH=NR', ahol R' ≠ H) jelenti.
Elnevezésükre számos különleges szabályrendszer létezik. Például egy anilinból levezethető Schiff-bázis neve, amelyben R3 fenilcsoport, anil, míg a bisz-vegyületeket többnyire szalén-típusú vegyületeknek hívják.
A Schiff-bázis elnevezést rendszerint olyankor használják, amikor fémionok koordinációs vegyületének ligandumaként szerepel a vegyület. Ilyen komplexek a természetben is előfordulnak, például a korrin, de többségük szintetikus eredetű, és fontos katalizátorok, például a Jacobsen-katalizátor előállításához használják őket.

## Szintézis
Alifás vagy aromás aminok és karbonilvegyületek nukleofil addíciós reakciójában először hemiaminál képződik, melyből vízvesztéssel imin keletkezik. Jellegzetes reakció például a 4,4′-diaminodifenil-éter reakciója o-vanillinnal:

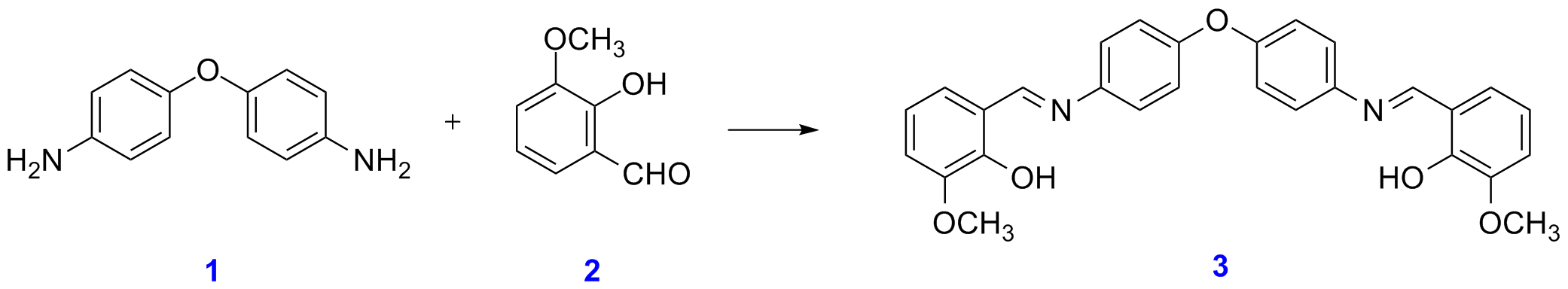
Az 1 4,4'-oxidianilint (1,00 g, 5,00 mmol) és 2 o-vanillint (1,52 g, 10,0 mmol) egy órán át szobahőmérsékletű metanolban (40,0 ml) kevertetve narancssárga csapadék keletkezik, melyet leszűrve metanolos mosással tiszta 3 Schiff-bázist kapunk (2,27 g, 97%)

## Biokémia
A Schiff-bázisok gyakori enzimatikus intermedierek amin – például lizil terminális csoportja – és kofaktor vagy szubsztrát ketocsoportja közötti reverzibilis reakciókban. A PLP enzim kofaktor a lizillel Schiff-bázist képez, és transzaldiminálással szubsztráttá alakul. A retinal kofaktor hasonló módon a rodopszinnal (az emberi rodopszinnal is, a 296-os lizinen) Schiff-bázist képez, ami a fényérzékelés mechanizmusának kulcsfontosságú része.
A szubsztráttal Schiff-bázist képező enzimre példa a glikolízis során végbemenő, fruktóz-1,6-biszfoszfát aldoláz által katalizált reakció, valamint az aminosavak lebontása.

## Koordinációs kémia
A koordinációs kémiában gyakran használnak Schiff-bázis ligandumokat. Az imincsoport nitrogénje bázikus és pi-akceptor tulajdonságokat mutat. A ligandumként használt vegyületek jellemzően alkil-diaminok és aromás aldehidek származékai.
- A szalicilaldoxim Schiff-bázis ligandum réz(II)-komplexe
- A szalén gyakran használt négyfogú ligandum, komplexképzés közben deprotonálódik
- A Jacobsen-katalizátor királis szalén ligandumból származtatható

Az aszimmetriás szintézisekben használt első ligandumok egyike a királis Schiff-bázisok voltak. 1968-ban Nojori Rjódzsi kifejlesztett egy réztartalmú Schiff-bázis komplexet a sztirol fém-karbenoid ciklopropánozására. Ezen munkájáért 2001-ben megosztott kémiai Nobel-díjat kapott.

## Konjugált Schiff-bázisok
A konjugált Schiff-bázisok erős fényelnyelést mutatnak a spektrum UV-látható tartományában, ezt használják ki az – olajok és zsírok oxidatív romlásának mértékét leíró – anizidinszám meghatározásához. 

## Fordítás
Ez a szócikk részben vagy egészben  a   Schiff base című angol Wikipédia-szócikk ezen változatának fordításán alapul.  Az eredeti cikk szerkesztőit annak laptörténete sorolja fel. Ez a jelzés csupán a megfogalmazás eredetét és a szerzői jogokat jelzi, nem szolgál a cikkben szereplő információk forrásmegjelöléseként.